# Guy de Luget
Guy Julien Ernest Delage de Luget (La Rochelle, 1884. február 2. – Montigny-lès-Metz, 1961. szeptember 22.) olimpiai bajnok francia tőrvívó.